# NGC 731
NGC 731 je galaksija u zviježđu Kit.

## Vanjske poveznice
- SEDS: NGC 731